# Вапельник, Александр Ильич
Александр Ильич Вапельник (1893, Севастополь, Таврическая губерния — 1919, Одесса) — российский военный и революционер. Участник Первой мировой войны и гражданской войны в России. Член РКП(б) с 1918 года.

## Биография
Родился в 1893 году в Севастополе. Работал портным. В 1907 году вступил в юношескую социалистическую организацию «Южная волна». Во время Первой мировой войны в 1914 году был призван в ряды Русской императорской армии. В 1916 году был направлен в составе Русского экспедиционного корпуса на поля сражений во Францию. В битве при Вердене Александр Вапельник получил ранение. Был награждён орденом Почётного легиона.

Одесский журнал-газета "Прометей" № 1 от 8 июня н. ст. 1919 года. Двухнедельное иллюстрированное приложение в "Одесским известиям". Посвящён памяти расстрелянной французской контрразведкой группы Иностранной коллегии ВЧК.

Вернулся в Севастополь летом 1918 года во время немецкой оккупации. В это время он вступил в РКП(б). Руководил подпольной группой, которая занималась изготовлением листовок и агитацией среди немецких солдат. После вступления в Крым осенью 1918 года войск Антанты Вапельник вёл агитацию среди французских военных.
Скрываясь от ареста, он в декабре 1918 года переезжает в Одессу. На месте устанавливает связь с подпольной «Иностранной коллегией». В ночь на 2 марта 1919 года в Одессе он был расстрелян белогвардейской контрразведкой вместе с руководством коллегии. Похоронен в братской могиле на Втором Христианском кладбище.

## Память
К 50-летию событий в Симферополе вышла документальная повесть В.Балахонова о подпольной деятельности Вапельника.
- Балахонов Виктор Иванович. Кавалер Ордена Почётного легиона. Документальная повесть. — Симферополь: Крым, 1968.